# Sandbach (Linth)
Der Sandbach ist ein etwa 9 Kilometer langer Bach im Kanton Glarus. Er vereinigt sich oberhalb von Linthal mit dem Limmerenbach zur Linth.

## Geographie

### Verlauf
Der Bach beginnt durch den Zusammenfluss der beiden Quellbäche Oberstafelbach und Bifertenbach bei Hinter Sand auf 1297 m ü. M. Er fliesst nördlich entlang eines Weihers und fliesst dann weiter Richtung Vorder Sand während ihm beidseitig kleinere Bäche zufliessen. Nach etwas mehr als 3 km fliesst ihm auf 1029 m ü. M. von links der Walenbach zu und gerade darauf nur 0,2 km talabwärts vereinigt er sich mit dem Limmerenbach zur Linth.

### Einzugsgebiet
Das Einzugsgebiet des Sandbachs hat eine Grösse von etwa 48 km². Der höchste Punkt im Einzugsgebiet ist auf 3604 m ü. M. am Tödi.